# Слідуй за мною (фільм)
Слідуй за мною, болг. Следвай ме — болгарський художній фільм, драма 2003 року режисера Доча Боджакова, за сценарієм Доча Боджакова та Марина Дам'янова. Оператор — Іван Варімєзов, композитор — Теодосі Спасо

## Актори
Ролі у фільмі зіграли:
- Хрісто Шопов — Іван
- Біляна П'єтрінска — Марія
- Стойчо Мазгалов — Батько Марії
- Хрісто Гірбов — Бат Кічми, циганський барон
- Міхаіл Мутафов — Професор археології
- Румена Трифонова — Сусідка
- Лідія Вілкова — Учителька
- Невена Сімеонова — Лелята
- Пірван Пірванов
- Тодор Тодоров
- Віктор Караіванов
- Віктор Траянов
- Георгі Вуч'єв
- Оркестр «RedBul»